# Mycale psila
Mycale psila är en svampdjursart som först beskrevs av De Laubenfels 1930.  Mycale psila ingår i släktet Mycale och familjen Mycalidae.
Artens utbredningsområde är Kalifornien. Inga underarter finns listade i Catalogue of Life.